# 济宁东站
济宁东站位于中华人民共和国山东省济宁市兖州区新兖镇，处于日兰高速公路北侧，是日兰高速铁路上的高铁站，于2021年12月26日启用。

## 歷史
- 2021年12月26日启用。

## 外部連結
- 中国铁路客户服务中心 （页面存档备份，存于）